# Henoteismus
Henoteismus, ze starořeckého heis theos „jeden bůh“, je ve filozofii náboženství označení pro dvě formy uctívání božstva, stojící mezi polyteismem a monoteismem. V první formě nazývané též  kathenoteismus (z kath hena theon „jeden bůh v dané chvíli“) je jedno vybrané božstvo v daném okamžiku uctíváno jako nejvyšší a často získává i atributy ostatních božstev. Podle druhé nazývané také monolatrie je uctíváno jedno božstvo, aniž by byla odmítnuta existence jiných božstev.
Termín henoteismus byl poprvé užit Friedrichem Schellingem ve smyslu „poměrně primitivního monoteismu“ a zpopularizován Maxem Müllerem, který ho užíval jako zaměnitelný s pojmem kathenoteismus. V Mullerově pojetí je henoteismus dočasné uctívání vybraného božstva v polyteistickém kontextu jako exkluzivního nositele veškerých možných vlastností, či „zvláštní forma polyteismu, v které je každý bůh čas od času skutečným Božstvím, nejvyšším a absolutním, který není limitován mocí ostatních bohů. Henk Versnel henoteismus definuje jako „výsadní uctívání jednoho boha, který je považován za jedinečného a nadřazeného, přičemž ostatní bohové nejsou znevažováni, ani odmítnuti, a dostává se jim uctívání kdykoliv to rituál vyžaduje”, a domnívá se, že může být jak trvalý, tak dočasný. Pozdější autoři preferovali pojem monolatrie. Henoteismu se podobá pluriformní monotheismus, víra v nezávislá božstva, která jsou všechna projevem jediné božské podstaty.
Jako henoteismus ve třetím uvedeném smyslu je chápáno například uctívání Jahveho ve starověkém judaismu. Pojem kathenoteismus byl Mullerem používán pro védské náboženství. Dále byl henoteismus spojován například s náboženstvím Babylonie a Egypta, nebo antickými mysterijními náboženstvími.